# Palácio da Cidade (Rio de Janeiro)
O Palácio da Cidade é o local de trabalho do prefeito do município do Rio de Janeiro, no Brasil. Localiza-se na Rua São Clemente, 360,  no bairro de Botafogo.

## História
Construído em estilo georgiano entre 1947 e 1950, com o intuito de servir como embaixada do Reino Unido no Brasil e residência do embaixador, foi vendido à prefeitura em 1974, após a mudança das embaixadas para a nova capital do país, Brasília. Em 1975, o prédio foi adequado para ser a sede da Prefeitura Municipal do Rio de Janeiro pela empresa Engenharia Melman Osório (EMOSA), a gestão da obra foi feita diretamente pelo diretor João Luiz Osório.